# آغبلاغ (جلفا)
آغبلاغ یکی از روستاهای استان آذربایجان شرقی است که در دهستان شجاع بخش مرکزی شهرستان جلفا واقع شده‌است.این روستا ۸۳ نفر جمعیت دارد.